# Храм Всех Святых во Всехсвятском
Хра́м Все́х Святы́х во Всехсвя́тском (Храм Всех Святых на Соколе) — приходской православный храм в районе Сокол города Москвы. Относится к Всехсвятскому благочинию Московской епархии Русской православной церкви.
Построен в 1733—1736 годах в подмосковном селе Всехсвятском по инициативе имеретинской царевны Дарьи Арчиловны. Главный престол освящён в честь праздника День всех святых. Боковые приделы — в честь иконы Божией Матери «Всех Скорбящих Радость» и в честь праведных Симеона Богоприимца и Анны Пророчицы. Храм относится к стилю анненское барокко. Состоит из четверика, трапезной и колокольни.
С 1939 по 1946 год храм был закрыт. В 1992 году получил статус патриаршего подворья.

## История

### Предыстория
История храма Всех Святых тесно связана с историей древнего подмосковного села Всехсвятского, первоначально носившего имя Святые Отцы (ныне это район Сокол). О том, когда село было основано, нет единого мнения. Многие историки (И. Ф. Токмаков, Н. М. Молева, Е. В. Лебедева) полагают, что годом основания села можно считать 1398 год. К этому году относится упоминание древнего монастыря, который дал название образовавшемуся около него посёлку, — «село Святые Отцы на речке Ходынке»:4. Об этом монастыре известно очень немного. По одной из версий, монастырь был освящён в честь VII Вселенского Собора Святых Отцов. Согласно другой версии, в том монастыре находился храм во имя Всех Святых. Неясно также, когда этот монастырь был упразднён. Другие источники (Энциклопедия «Москва», К. А. Аверьянов, С. К. Романюк) говорят, что впервые село было упомянуто в 1498 году в духовной грамоте князя Ивана Юрьевича Патрикеева (сохранились документальные подтверждения этой даты):303—304.
В 1608 году во время войны с Лжедмитрием II в селе стояли лагерем войска царского воеводы Скопина-Шуйского. После внезапного нападения Лжедмитрия II правительственная армия отступила, и самозванец ненадолго занял село. По преданию, перед бегством он зарыл в селе свои сокровища:9. События Смутного времени привели к тому, что село было почти полностью разорено. Писцовая книга 1624 года описывает эту местность как пустошь, «что было село Святые Отцы на речке на Ходынке»:305.
Во второй половине XVII века село Святые Отцы становится вотчиной боярина Ивана Михайловича Милославского, одного из главных инициаторов первого стрелецкого бунта. По инициативе Милославского в 1683 году была построена небольшая каменная церковь во имя Всех Святых, после чего село стало официально именоваться Всехсвятским. Позднее село перешло в собственность детей грузинского царя Арчила II: с 1695 года — Александра Арчиловича, а с 1711 года — Дарьи Арчиловны.

### Основание храма
Царевна Дарья Арчиловна была инициатором строительства во Всехсвятском новой церкви, которая дошла до наших дней. Она подала в Синодальный казённый приказ прошение следующего содержания:17:
В прошлых годех в подмосковной моей вотчине, в селе Всехсвятском построена церковь каменная, самая малая, во имя Всех Святых и та обветшала, отчего в ней и служить не без опасения, а ныне я по обещанию своему желаю оную церковь разобрав построить вновь, да в ней два придела Всем Скорбящим Богородицы, да Святаго Симена Богоприимца и Анны Пророчницы и чтобы указом повелено было оную старую церковь разобрав построить вновь и с приделы каменную ж и о строении дать указ.
В июле 1733 года был выдан указ о строительстве церкви:17. На время проведения строительных работ рядом была устроена полотняная церковь во имя Богоявления Господня. К осени 1733 года были построены и освящены оба придела церкви: в честь иконы Божией Матери «Всех Скорбящих Радость» и в честь праведных Симеона Богоприимца и Анны Пророчицы. В сентябре 1736 года был освящён основной храм:17.
Известно, что придел храма — Симеона Богоприимца и Анны Пророчицы — освятили во имя небесных покровителей императрицы Анны Иоанновны, которая перед коронацией останавливалась в селе Всехсвятском. По одной из версий, Дарья Арчиловна сделала это, чтобы избежать опалы.

### XVIII — начало XIX века
Службы в храме вплоть до присоединения Грузии к России в 1783 году велись на грузинском языке. Вплоть до начала XX века в церкви проводились как русские, так и грузинские церковные обряды. Около храма существовало грузинское кладбище. Клировые ведомости за 1788 год отмечали, что внутри храма полиняла настенная живопись и штукатурка:98. В 1798 году храм Всех Святых поновлялся, в нём был устроен иконостас, а на левом клиросе — царское место.
В 1812 году храм был разорён наполеоновским войском. Французские солдаты устроили в нём стойло для лошадей. Но уже на следующий год начались работы по восстановлению церкви. Основной престол был освящён в 1813 году, а приделы — в 1815 году. Церковная ведомость 1822 года сообщает, что церковь имеет ветхую крышу, но «утварью достаточна и внутренним украшением благолепна»:99. В 1838 году в холодной церкви поновлялась живопись:23. В 1846 году в верхней надалтарной части храма по эскизу художника Ф. А. Бруни была создана фреска «Собор Святых Отец». В 1860 году в тёплой церкви был сделан позолоченный иконостас:31.

### Вторая половина XIX — начало XX века
В 1873 году в приходе храма Всех Святых насчитывалось 1588 человек (863 мужчины и 765 женщин), из которых 435 человек были жителями села Всехсвятского. Помимо Всехсвятского в приход церкви входили Коптево, Коптевские выселки, Петровское-Зыково, Михалково и Петровский дворец. В связи с быстрым ростом числа прихожан во второй половине XIX века появилась необходимость расширить помещения храма. В июне 1884 года храм осматривал митрополит московский Иоанникий (Руднев). После посещения церкви он отметил, что она «низка, темна и, несмотря на все старания, по самому своему внутреннему устройству крайне холодна и грязна, при большом стечении молящихся стены её очень потеют и с них буквально льёт вода». Митрополит Иоанникий постановил в ближайшем времени заняться переустройством церкви. В том же году начались реставрационные работы в холодной церкви. Иконописцем Соколовым был возобновлён иконостас и вновь расписаны стены.:99
Проект перестройки храма разработал в 1886 году академик архитектуры А. П. Попов. В том же году была расширена трапезная и обеспечен более благоприятный воздухообмен. Пилоны трапезной были разобраны, наружные стены передвинуты на 2 метра. Свод церкви был полностью перестроен, таким образом, он стал выше почти на 4 метра:101.
К началу XX века население Всехсвятского насчитывало уже более 1300 человек. В 1902 году начались новые работы по расширению церкви. Проект перестройки разработал архитектор Н. Н. Благовещенский. Предусматривался снос старых стен трапезной и значительное её расширение. Были сделаны более широкие окна, дававшие достаточно освещения:102

### Советский период
В 1917 году храм Всех Святых оказался в черте города Москвы. В 1923 году были попытки закрыть церковь и передать соседней фабрике под клуб:103. Однако церковь сохранилась, примкнув к движению обновленцев. Службы в церкви совершались по новому обряду, и количество прихожан стало постепенно уменьшаться. В 1939 году храм был закрыт, а его старинный пятиярусный иконостас публично сожгли во дворе. Внутри храма расположили склад. За время войны от сырости почти полностью осыпалась фреска XIX века «Собор Святых Отец».
В 1945 году местные жители добились разрешения открыть храм, и уже к Пасхе 1946 года он был вновь освящён. Во многом открытию храма поспособствовала сподвижница Елизаветы Фёдоровны и бывшая глава санатория «Ромашка» О. И. Богословская. Она писала во все инстанции, даже Сталину, о необходимости открыть церковь. Неоднократно бывала на приёме у Калинина. Богословская связывалась с грузинскими писателями и поэтами, указывая, что храм представляет собой памятник российско-грузинской дружбы. После открытия церкви прихожане избрали её старостой. По словам старожилов и служителей церкви, в храме неоднократно бывал Сталин.
В 1946 году в храме был установлен новый иконостас. В 1960-х годах возобновлена живопись:105. В 1979 году после долгого перерыва вновь зазвонил колокол храма. В 1970-х годах храм перекрашивали в красный цвет, согласно церковным канонам. Но в 1980-х годах по просьбе прихожан храму вернули прежний жёлтый цвет.
В советское время у храма было очень много прихожан. В 1970-х годах его приход был самым большим в Москве. По воспоминаниям очевидцев, в некоторые дни, когда в храме шла раздача святой воды, очередь за ней тянулась более чем на километр. Основной причиной популярности был тот факт, что на севере и северо-западе Москвы почти не было других действующих православных храмов. В связи с большим числом прихожан в 1981 году в храме был освящён четвёртый приставной престол.

### Современный период
В 1992 году храм получил статус патриаршего подворья. В 2000-х годах появились планы строительства двух объектов в непосредственной близости от церкви Всех Святых: торгового центра на месте здания пожарной части № 19 и многоэтажного жилого комплекса на месте дома 10 по Песчаной улице. Эти планы вызвали множество протестов, так как строительство представляло угрозу для здания церкви. В итоге эти проекты так и не были реализованы.
В марте 2005 года главное управление охраны памятников Москвы передало патриаршему подворью здание храма и дом причта в безвозмездное пользование под культовые цели.
Во второй половине 2000-х годов в храме проходила реставрация. Обновлялась живопись, проводились внешние фасадные работы. На колокольню были установлены куранты. Снаружи церковь была украшена мозаикой. Кроме того, на территории церкви был построен новый двухэтажный приходской дом, в котором разместилась воскресная школа и церковная лавка. В одном из помещений старого приходского дома был устроен крестильный храм, освящённый в честь Богоявления.
Работы повлекли за собой искажение исторического облика здания храма, особенно пострадали фасады храма и колокольни: наличники окон нижнего света наоса были сбиты и заменены новыми аналогичными наличникам трапезной части, которые в свою очередь были переделаны несколько ранее. Окна первого яруса колокольни зацементированы и превращены в киоты. В слуховые окна-иллюминаторы первого яруса колокольни вмонтированы часы. Ложные овальные люкарны, прорезанные после войны в восьмилотковом сомкнутом своде основного объёма, закрашены белой краской. В некоторых из них помещены образа. В третьем ярусе колокольни, фонарике, были утрачены раскрепованные антаблементы и волюты, окна третьего яруса заложены кирпичом и выкрашены белой краской, купол фонарика позолочен, а под ним навешены никогда не существовавшие золочёные подзоры. Завершение фонарика основного объёма также вызолочено.
Под основным карнизом на протяжении всего памятника были сделаны сухарики (дентикулы). Кровля основного объёма покрыта новыми медными листами и в будущем будет полностью покрыта золотом. Все эти переделки придали редкому памятнику стиля «анненское барокко» дробный эклектичный вид и лишили его главных стилистических особенностей.
С южной стороны храмовой территории уничтожена ограда конца XIX века, которая входит в предмет государственной охраны. Спилены все металлические решетки, расстояния между столбами заложены кирпичом. Из-за круглосуточных строительных работ в районе Ленинградского проспекта колокольня дала сильный крен и грозит обрушиться.

## Архитектура
Архитектура церкви относится к раннему барокко и является промежуточным звеном между храмами Петровского времени и развитыми барочными постройками середины XVIII века. Для церквей этой эпохи характерны тяжеловесные пропорции.
Церковь имеет трёхчастное продольно-осевое построение «кораблём». Архитектура здания относится к распространённому типу «Восьмерик на четверике». К четверику (основному объёму) примыкает такой же ширины двухпредельная трапезная, полукруглая апсида и колокольня:97. Перекрытый сомкнутым сводом восьмерик не играет существенной роли в объёмной композиции церкви. Он опирается на стены четверика и на ступенчатые тромпы. Снаружи восьмерик воспринимается как постамент для купола. В своде храма имеются большие ложные окна-люкарны, появившиеся в конце 1960-х годов (в 2000-х годах люкарны были заделаны и расписаны снаружи). В стенах трапезной имеются большие полукруглые окна, между которыми расположены боковые пилястры и горизонтальные карнизы:102.
Колокольня Всехсвятского храма имеет три яруса:97 и построена полностью в стиле московского зодчества начала XVIII века. На двухъярусное основание колокольни опирается восьмигранный столп. В нём имеются узкие арочные проёмы звона. Характерной чертой колокольни являются полуглавия в тимпанах, которые зрительно смягчают переход от четверика к восьмерику. Лестница на колокольню начинается в толще западной стены трапезной и имеет самостоятельный вход снаружи.
Храм подвергался значительным перестройкам. Первоначально в трапезной располагались четыре круглые колонны, на которые опирался свод. В 1886 году по проекту архитектора А. П. Попова трапезная была перестроена: колонны убраны, возведён единый свод, повышены стены. В 1902—1903 годах по проекту архитектора Н. Н. Благовещенского трапезная вновь перестраивалась: были расширены боковые приделы.
Колокольню храма часто называют одной из «пизанских башен» Москвы — она имеет наклон около 5 градусов. Существует мнение, что наклон колокольни произошёл вследствие влияния вод речки Таракановки, заключённых в коллектор, близости метро и особенностей почвы (не случайно здешние улицы названы Песчаными).
- Чертежи храма
- Фасад церкви.
1886 год. Архитектор А. П. Попов.
- Храм в разрезе.
1886 год. Архитектор А. П. Попов.
- Фасад церкви.
1902 год. Архитектор Н. Н. Благовещенский
- Храм в разрезе.
1902 год. Архитектор Н. Н. Благовещенский

## Интерьер
Внутри храм имеет настенную роспись. Самая большая в церкви живописная композиция — «Собор Всех Святых» — расположена над главным иконостасом. Она была выполнена в конце 1940-х годов в васнецовском стиле. На композиции изображены православные святые в молитвенном предстоянии. Среди них почитаемые в Грузии святые: Нина, Тамара и Дарья:104. На стенах восьмерика, на своде храма и в апсиде сохранилась масляная живопись, выполненная в 1884 году в манере позднего академизма. Часть росписей храма была выполнена в 1960-х годах:105.
Центральный резной иконостас был изготовлен в конце 1940-х годов в русском стиле. Он имеет три яруса. Тогда же были изготовлены и иконостасы боковых приделов. Цвет иконостасов — бело-кремовый с позолотой. В западной части трапезной над входом расположены хоры. На стенах храма сохранилось несколько мемориальных досок, посвящённых похороненным здесь священникам и представителям грузинских княжеских родов:104.

## Памятники

### Кладбище
Кладбище при церкви Всех Святых известно с XVIII века. Здесь были похоронены многие представители грузинских княжеских родов (Багратионы, Цициановы и другие):309. По некоторым данным, на Всехсвятском кладбище похоронен грузинский писатель Сулхан-Саба Орбелиани. В конце XIX века на этом кладбище хоронили зажиточных крестьян. При этом древние могильные плиты зачастую уничтожали или переставляли с места на место:26.
Всехсвятское приходское кладбище было закрыто для захоронений в 1951 году. 9 сентября 1981 года вышло постановление Моссовета № 2655 «О перезахоронении останков Всехсвятского кладбища»:105. Той же осенью сотрудники Специализированного (похоронного) треста бытового обслуживания за две недели перенесли более тысячи погребений Всехсвятского кладбища. Останки и надгробия были перенесены на участки 58 и 59 недавно открытого Митинского кладбища. Часть древних надгробий были перемещены на территорию, принадлежавшую музею грузинской культуры.
Единичные надгробия сохранились в ограде храма. Среди них — надгробие князя Ивана Александровича Багратиона (1730—1795). Памятник поставил на могиле его сын, великий полководец Пётр Иванович Багратион. Монумент представляет собой каннелированную пирамиду на высоком постаменте. Надгробие И. А. Багратиона неоднократно меняло своё местоположение. Сейчас оно установлено с севера от храма около мемориала «Примирение народов». Надгробный памятник И. А. Багратиона относится к памятникам истории федерального значения.

### Ограда
Согласно некоторым источникам, ограда храма датируется XIX веком. В 1990-е годы западная часть ограды была перемещена на несколько метров от стен храма. Эти работы проводились в связи с увеличением официальной территории храма. В 1994 году старые полуразрушившиеся боковые трёхпролётные арочные ворота, выходящие к метро, были демонтированы и построены новые на новой границе участка ещё ближе к метро. Новые ворота сохранили пропорции и внешний облик старых, но были увеличены в объёме (в прежние не могла проехать даже легковая машина). Они были построены по проекту архитектора-реставратора Ретамосо Рохас М. В. Одновременно с этим были проведены работы по благоустройству территории храма, сделана новая каменная отмостка, отремонтирован белокаменный каменный цоколь, открывшийся из земли из-за восстановления первоначального уровня отмостки. В этот же период был перенесен надгробный памятник Ивана Александровича Багратиона, отца великого полководца, оказавшийся на середине обходной дороги, на несколько метров от алтаря. Этот памятник, а также надгробные плиты XVII—XIX века, найденные во время этих работ, и положили начало мемориальному комплексу на территории храма. В 2010 году железные решётки на восточной части ограды были демонтированы, а вместо них построена сплошная кирпичная стена. Главный вход находится с северо-запада от церкви и представляет собой трёхпролётные арочные ворота. Другие ворота находятся с юга от церкви. Ограда храма является объектом культурного наследия.

### Мемориал «Примирение народов»
Мемориал «Примирение народов России, Германии и других стран, воевавших в двух мировых и гражданской войнах» был установлен в 1994—1998 годах на территории храма Всех Святых по инициативе группы ветеранов Великой Отечественной войны и других частных лиц. Он включает в себя несколько мемориальных плит и крестов, посвящённых жертвам Крымской, Балканской, Русско-японской, Первой мировой, Гражданской и Первой чеченской войн, а также жертвам красного террора, представителям Белого движения и казакам. Часть памятников была первоначально установлена на территории бывшего Московского городского Братского кладбища, а затем перенесена к храму Всех Святых.
Широкий общественный резонанс вызвала установка плиты, посвящённой командирам 15-го кавалерийского казачьего корпуса СС, воевавшего во Второй мировой войне на стороне гитлеровской Германии. Неоднократно предпринимались попытки добиться сноса этого монумента, однако они не увенчались успехом. 8 мая 2007 года накануне Дня Победы плита была разбита неизвестными (по данным газеты «Московский комсомолец», плиту могли разбить члены одной из леворадикальных организаций). Настоятель храма протоиерей Василий Бабурин отметил, что данная плита не имеет никакого отношения к храму Всех Святых. От памятника оставался небольшой осколок, пока в 2014 году он не был заменён на плиту «Казакам, павшим за Веру, Царя и Отечество».

## Настоятели
| Даты                   | Настоятель                                                                                        |
| ---------------------- | ------------------------------------------------------------------------------------------------- |
| 1736—1745              | протоиерей Георгий Гарсеванишвили                                                                 |
| уп. (упоминается) 1772 | священник Стефан Иванов                                                                           |
| уп. 1782—1788          | священник Василий Михайлов                                                                        |
| 1788 — уп. 1795        | священник Феодор Степанов                                                                         |
| уп. 1811—1833          | священник Тимофей Яковлев                                                                         |
| 1834—1879              | священник Иоанн Глинков:33                                                                        |
| 1879—1885              | протоиерей Никанор Румянцев:33—34                                                                 |
| 1885—1886              | кандидат Московской духовной академии Сергей Розанов:35                                           |
| 1887—1890              | кандидат Московской духовной академии Пётр Орлов:35                                               |
| 1890—1900 (?)          | священник Василий Виноградский:35—36                                                              |
| 1900 — ?               | протоиерей Сергей Лебедев:103                                                                     |
| 1904 — после 1922      | протоиерей Александр Терновский:103                                                               |
| 1935—1935              | обновленческий епископ Лазарь (Любимов)                                                           |
| 1945—1948              | кандидат Московской духовной академии, магистр богословия (1917) протоиерей Вениамин Платонов:104 |
| 1949—1951              | протоиерей Михаил Кузнецов                                                                        |
| 1953—1955              | протоиерей Михаил Голунов                                                                         |
| 1955—1961              | протоиерей Димитрий Введенский                                                                    |
| 1961—1971 (?)          | протоиерей Аркадий Станько                                                                        |
| 1978—1995              | протоиерей Анатолий Казновецкий                                                                   |
| 1995—2000              | архиепископ Тихон (Емельянов)                                                                     |
| 2000 — настоящее время | протоиерей Василий Бабурин                                                                        |

## Духовенство
- Настоятель храма — протоиерей Василий Бабурин
- Протоиерей Николай Орлов
- Иереи Алексий Авдюшко, Алексий Фатюхин, Павел Соломатин, Илия Матвеев, Андрей Левончук
- Диаконы Дионисий Куприченков, Иоанн Забровский[45].

## Престолы и святыни
Главный престол храма освящён в честь праздника День всех святых. Левый (северный) придел освящён во имя святых праведных Симеона Богоприимца и Анны Пророчицы (память 16 февраля); правый (южный) придел — в честь иконы Божией Матери «Всех Скорбящих Радость» (память 6 ноября). В советское время в храме появился приставной престол во имя Веры, Надежды, Любови и матери их Софии.
Святыни храма: чтимая Казанская икона Божией Матери у левого клироса, икона Божией Матери «Всех скорбящих Радость» в иконостасе южного придела и Икона Всех Святых. Особо почитаема икона Николая Чудотворца. Из старых святынь сохранилась Тихвинская икона Божией Матери на южной стене трапезной и Феодоровская икона Божией Матери XVIII века в алтаре. В храме стоит мощевик с мощами святых.

### Престольные праздники
Главный престольный праздник храма — Собор всех святых. Он относится к переходящим праздникам и отмечается в первое воскресенье после Пятидесятницы. В этот день принято чтить память всех причисленных к лику святых.
Малый престольный праздник отмечается во второй день праздника Сретение, когда церковь вспоминает праведных Симеона Богоприимца и Анну Пророчицу. Другой малый престольный праздник отмечается 6 ноября — празднование иконе Божией Матери «Всех скорбящих Радость».

## Приписные храмы и часовни
К церкви Всех Святых приписан один храм и две часовни. Статус приписных означает, что они организационно подчинены храму Всех Святых.
- Храм Покрова Пресвятой Богородицы в усадьбе Покровское-Стрешнево был построен в XVII веке. В 1990-х годах община храма Всех Святых принимала участие в его восстановлении[17].
- Часовня Спаса Преображения на Братском воинском кладбище была построена в 1998 году[3]. Находится на территории бывшего Московского городского Братского кладбища, располагавшегося рядом с церковью Всех Святых. Часовня была названа в память о храме Спаса Преображения[17], построенном в 1915—1918 годах на Братском кладбище и снесённом в советское время.

## Миссионерская и социальная деятельность
При храме действует воскресная школа для взрослых и детей от 7 лет. Изучаются Закон Божий, Священное Писание, церковнославянский язык, история христианства, церковный устав и церковное пение.
В храме можно бесплатно получить консультацию православного психолога. В штат храма входит также социальный работник. При храме действует семейный клуб трезвости.

## Расположение
Храм Всех Святых расположен по адресу: Москва, Ленинградский проспект, дом 73. Рядом с храмом находится западный вестибюль станции метро «Сокол» (выход в сторону улицы Алабяна). Кроме того, до церкви можно доехать и наземным транспортом: автобусами № 26, 100, 291, 597, т59, т59к, а также е30, е30к, м1, т70, т86, 105, 175, 356, 403, 412 и 905 (до остановки «Станция метро Сокол»).